# Ліліан Волд

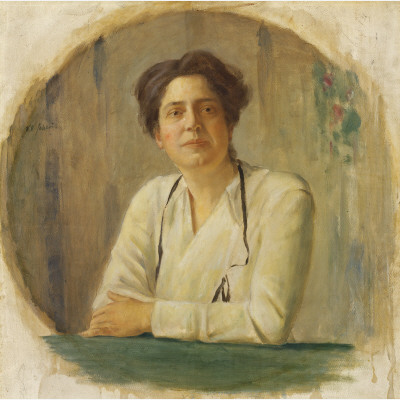
Портрет Ліліан Волд роботи Вільяма Шевілла

Ліліан Волд (англ. Lillian D. Wald; 1867–1940) — американська медсестра, відома, зокрема, за внесок у сфері прав людини; була засновницею американського товариства сестринської справи.

## Життєпис
Народилася 10 березня 1867 року у Цинциннаті (штат Огайо) в німецько-єврейській родині; батько був продавцем оптики.
У 1878 році сім'я переїхала до Рочестера (штат Нью-Йорк). Ліліан відвідувала англо-французький інтернат Miss Cruttenden Boarding і школу юних леді Day School for Young Ladies. Вона захотіла вступити до коледжу Вассара, але там визнали її занадто юною. У 1889 році дівчина вступила до нью-йоркської школи медсестер New-York Presbyterian Hospital, навчалася у 1891 році на курсах New York Hospital і пізніше закінчила медичні курси в Жіночому медичному коледжі. Одночасно почала працювати в нью-йоркському притулку для неповнолітніх New York Juvenile Asylum (нині — Children's Village). У 1893 році Волд покинула навчання і почала допомагати бідним сім'ям іммігрантів у Нью-Йорку, а також навчати сестринської справи в Hebrew Technical School for Girls. Незабаром почала доглядати хворих у Нижньому Іст-Сайді як патронажна сестра. Разом з іншою медсестрою — Мері Брюстер (англ. Mary Brewster жила в спартанських умовах поряд з пацієнтами, щоб краще про них піклуватися. Приблизно в цей час вона ввела в обіг термін «Public health nursing» (Медсестра громадської охорони здоров'я).
Ліліан Волд створила організацію Henry Street Settlement, якій допомагав видатний єврейський меценат Джейкоб Шифф, і котра надавала допомогу мешканцям Нью-Йорка різних вікових категорій, зокрема й бідним євреям, переселенцям з Росії. На початок 1906 року в організації працювало 27 медсестер. Волд вдалося також отримати фінансову підтримку у відомої американської меценатки Елізабет Андерсон, і до 1913 року штат організації зріс до 92 чоловік. Незабаром Henry Street Settlement стала однією з потужних патронажних організацій США, які діяли в Нью-Йорку — Visiting Nurse Service of New York.
Вона стала першим президентом національної організації сестринської справи — National Organization for Public Health Nursing, встановила відносини зі страховою компанією Metropolitan Life Insurance Company (нині — MetLife), запропонувала національну систему медичного страхування і допомогла заснувати в Колумбійському університеті школу медсестер (англ. School of Nursing). Волд стала авторкою двох книг, пов'язаних із медико-санітарною працею: «The House on Henry Street» (1911) і «Windows on Henry Street» (1934).
Померла 1 вересня 1940 року у містечку Вестпорт (штат Коннектикут) від крововиливу у мозок. Похована в Рочестері на кладовищі Маунт-Хоуп (англ. Mount Hope Cemetery).
Ліліан Волд не виходила заміж. Іноді підтримувала стосунки з жінками; принаймні її супутницями в житті були Mabel Hyde Kittredge — авторка книг із домоводства, і юристка Helen Arthur. В цілому вона зберігала особисту незалежність, що дозволяло їй бути гнучкою і діяти сміливо.

## Пам'ять

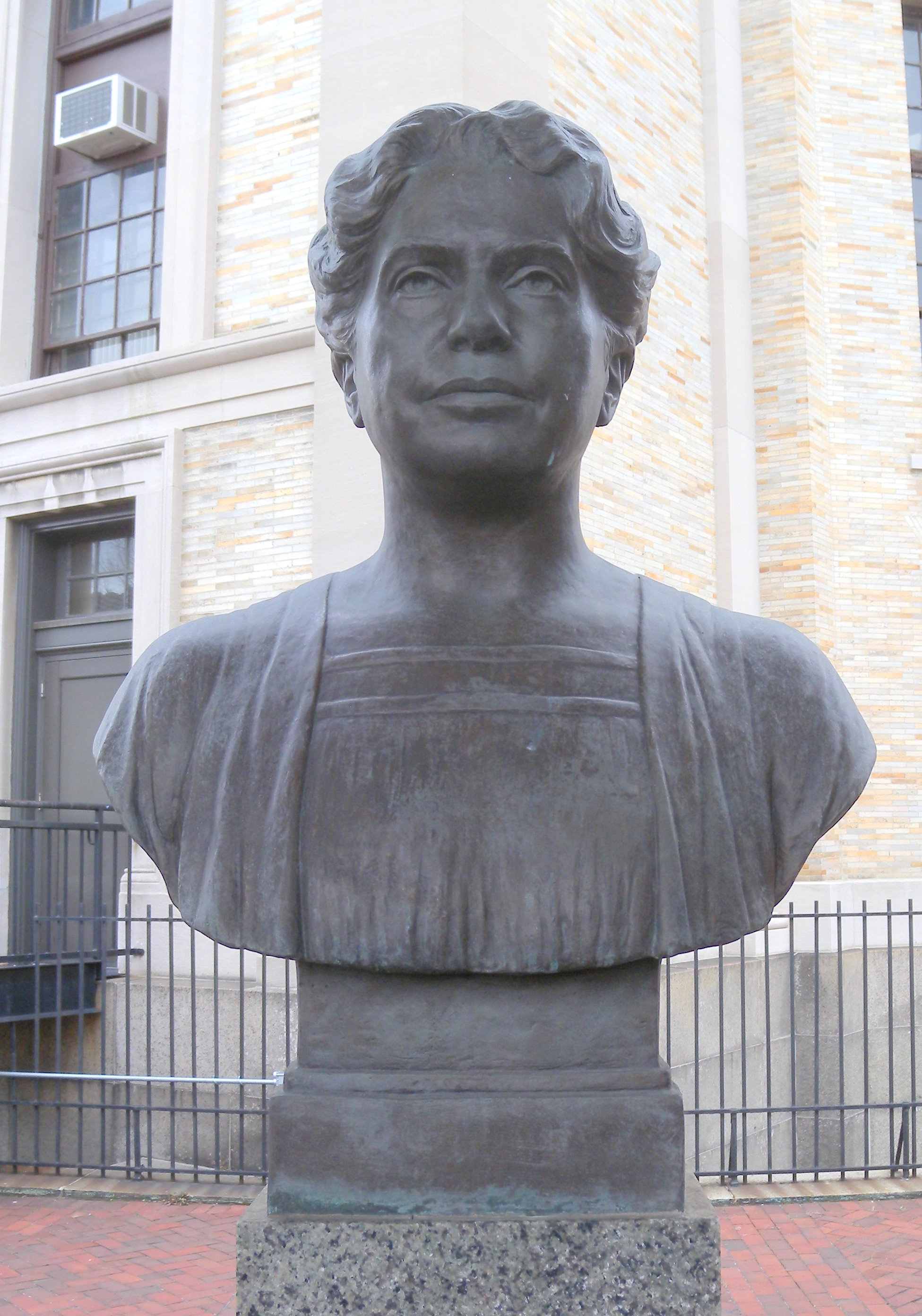
Бюст у Залі слави великих американців

- У 1922 році The New York Times назвала Ліліан Волд однією з 12 найвеличніших американських жінок, вручивши їй пізніше спеціальний Lincoln Medallion як видатній громадянці Нью-Йорка.
- У 1937 році в радіопередачі, присвяченій її 70-річчю від дня народження, Сара Делано Рузвельт прочитала лист від свого сина — Президента США Франкліна Рузвельта, в якому він похвалив Волд за її «безкорисливу працю, що сприяла щастю та добробуту інших людей».
- У 1970 році Волд обрано до Зали слави великих американців, де їй встановлено бюст праці американської скульпторки Елінор Платт.
- Ліліан Волд введено до єврейсько-американської зали слави (англ. Jewish-American Hall of Fame), де кожному учаснику належить іменна унікальна медаль.